# 制服サバイガール
『制服サバイガール』（せいふくサバイガール）は2008年12月6日に公開された日本映画。アートポート配給。金子大志監督作品。

## 作品にまつわる話
- 予告編がYouTubeで(初動1週間)1万ビューを越えた（当時邦画歴代1位を記録）
- 撮影中はキャスト達の間でモノマネが流行っていた。
- 予告編及び作品が海外でも話題になっていてYouTubeのアクセスを伸ばしている。
- 続編である仲村みうを主演においた「制服サバイガールII」も同時公開。

## キャスト
- 飛鳥凛
- 有末麻祐子
- 紗綾
- 鹿谷弥生
- 秦みずほ
- 小林万桜
- 仲村みう
- 高橋孝輔
- 藤堂新二
- 白石隼也
- 坂本一敏
- 川村亮介
- チョイチャック

## スタッフ
- 製作 - 松下順一
- 企画・プロデューサー - 加藤東司
- プロデューサー　-　斎藤有三、古賀奏一郎
- 監督 - 金子大志
- 脚本 - 金子大使、秋本健樹
- 撮影 - 百瀬修司
- 特殊メイク - 西村映造
- アクション - 新井兼二
- 音楽 - 和田永
- キャスティング - 中里慶（浅井企画）、佐藤嘉一（円谷エンターテインメント）
- 制作協力 - 円谷エンターテインメント
- 制作 - エス・フィールド
- 製作・配給 - アートポート